# Ніко Лордкіпанідзе
Лордкіпанідзе Ніко (Ніколоз) Мерабович (груз. ლორთქიფანიძენიკო (ნიკოლოზ) მერაბის ძე; 17 вересня (29 вересня) 1880, село Чунеші, нині належить до Цхалтубського муніципалітету Грузії — 25 травня 1944, Тбілісі) — грузинський письменник.

## Життєпис
Син мирового посередника. Навчався в Кутаїській класичній гімназії.
Навчався в 1900—1902 роках у Харківському університеті, звідки був виключений за участь у студентських демонстраціях. 1907 року Лордкіпанідзе закінчив Гірничу академію в Леобені (Австрія). Після повернення до Грузії займався педагогічною діяльністю. Від 1928 року очолював кафедру іноземних мов Тбіліського інженерного інституту.

## Творчість
Ніко Лордкіпанідзе почав друкуватися з 1902 року. Разом із І. Чавчавадзе, Н. Ніколадзе, С. Месхи та іншими письменниками на початку XIX століття стояв біля витоків грузинської публіцистики. Після першого роману «Грізний пан» (груз. მრისხანე ბატონი), виданого 1912 року, став популярним письменником.
Творчість Лордкіпанідзе як за формою, так і за змістом належить минулому. Він є останнім романтиком стародворянської феодальної Грузії, образи, типи і колорит якої майстерно відтворив у своїх творах. В окремих із них із сарказмом відобразив процес розкладання і занепаду феодального ладу в Грузії. Автор творів великого соціального звучання, з перших розповідей заявивши про себе як письменник, що прагне осмислювати основні проблеми історії і сучасності. Написав низку повістей і новел про життя грузинського села і дворянства. Оповідання «Продається Грузія» (груз. იყიდება საქართველო; 1910), «Лицарі» (груз. რაინდები; 1912), історична повість «Лихоліття» (груз. ჟამთა სიავე; 1914–19) критикують мораль буржуазії і феодальної аристократії. Життя занепаду дворянства відобразив у серії новел «Зруйновані гнізда» (груз. დანგრეული ბუდეები; 1916). В історико-революційній повісті «Із стежин на рейки» (груз. ბილიკებიდან ლიანდაგებზე; 1925) висвітлена боротьба грузинського народу за свободу. Оптимістичною і життєстверджувальною є повість «Скульптор» (груз. მოქანდაკე; 1936). Героїчній боротьбі народів СРСР з нацистами присвячено повісті «Нескорені» (груз. ქედუხრელნი; 1943) і «Повернення колишнього полоненого» (груз. ყოფილი ტყვის დაბრუნება; 1944). У прозі Лордкіпанідзе органічно поєдналися традиції європейського імпресіонізму та грузинського реалізму.

## Переклади українською та іншими мовами
Чимало оповідань Лордкіпанідзе перекладено українською, вірменською, російською та іншими мовами. Окремі твори переклав Г. Наморадзе.
«Мініатюри, новели, оповідання» Ніко Лордкіпанідзе в українському перекладі Олександра Мушкудіані були опубліковані 2016.